# Finlands kommuntidning
Finlands kommuntidning, Fikt, var en svenskspråkig kommunal facktidskrift i Finland. Tidningen utkom 9 gånger om året och gavs ut av Finlands kommunförbund.
År 2014 påbörjades en övergång till en digital produkt med nyheter i realtid. Som papperstidning ersattes Finlands kommuntidning så småningom med Kommuntorget Magasin.